# Nils Gaup
Nils Gaup (Kautokeino, 12 aprile 1955) è un regista, attore e sceneggiatore norvegese.

## Filmografia

### Regista

#### Cinema
- Hodet over vannet (1993)
- Just Do It - cortometraggio (1994)
- Duello tra i ghiacci - North Star (North Star) (1996)
- Misery Harbour (1999)
- Alla ricerca della stella del Natale (Reisen til julestjernen) (2012)
- Glassdukkene (2014)
- The Last King (Birkebeinerne) (2016)

#### Televisione
- Nini – serie TV, 4 episodi (1998)
- Hjerterått – serie TV (2013)

### Regista e sceneggiatore

#### Cinema
- L'arciere di ghiaccio (Ofelaš) (1987)
- Naufragio (Haakon Haakonsen) (1990)
- Kautokeino-opprøret (2008)

#### Televisione
- Deadline Torp – film TV (2005)

### Attore
- Det andre skiftet, regia di Lasse Glomm (1978)
- Krypskyttere, regia di Hans Otto Nicolayssen (1982)
- Nattseilere, regia di Tor M. Tørstad (1986)
- Il mondo di Horten (O'Horten), regia di Bent Hamer (2007)

### Sceneggiatore
- Pathfinder - La leggenda del guerriero vichingo (Pathfinder), regia di Marcus Nispel (2007)